# Ritual do carvalho e do visco

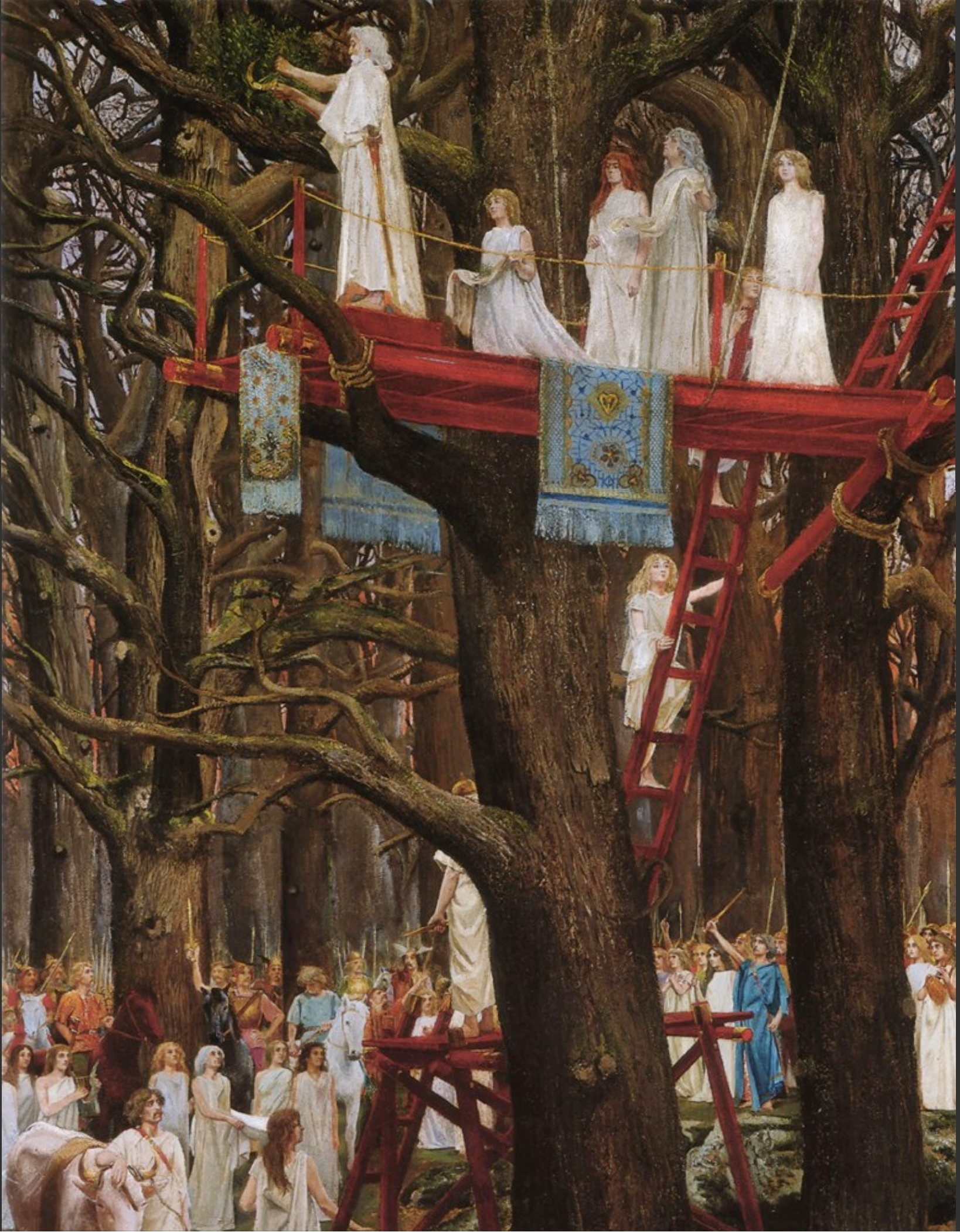
O ritual do carvalho e do visco retratado por Henri-Paul Motte (1900)

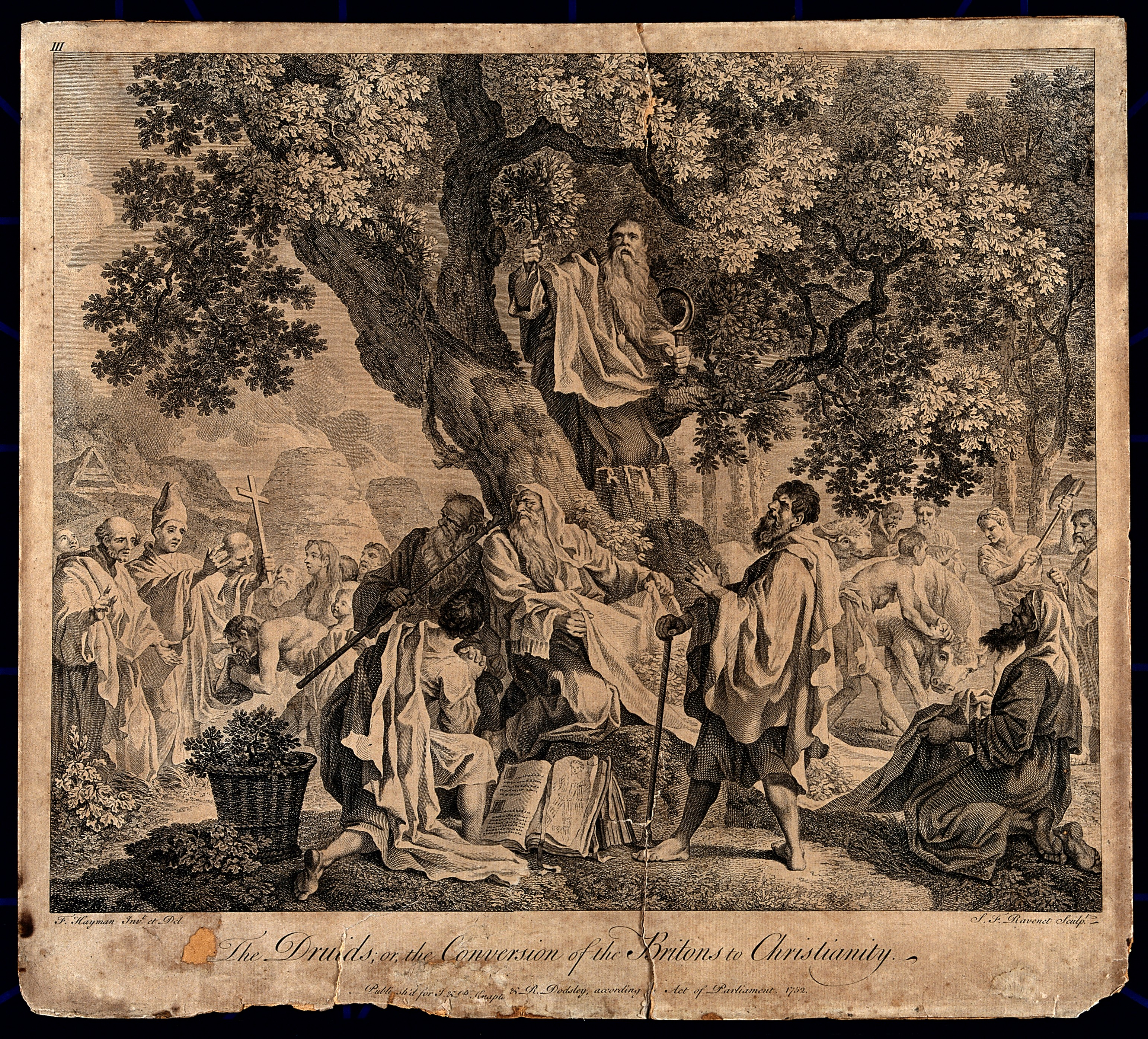
The druids; or the conversion of the Britons to Christianity (1752), representando o ritual do carvalho e do visco

O ritual do carvalho e do visco era uma cerimônia religiosa celta, na qual druidas vestidos de branco escalavam um carvalho sagrado, cortavam o visco que crescia nele, sacrificavam dois touros brancos e usavam o visco para fazer um elixir para curar a infertilidade e neutralizar venenos. Esse rito, conhecido apenas por uma passagem na História Natural de Plínio, ajudou a moldar a imagem do druida no imaginário popular.

## Relato de Plínio
A única fonte existente para esse ritual é uma passagem na História Natural do historiador romano Plínio, o Velho, escrita no século I d.C. Ele escreve:
| “ | Não podemos omitir a grande admiração que os gauleses têm pelo visco. Os druidas – assim chamam aos seus magos – não consideram nada mais sagrado do que o visco e a árvore em que ele cresce, desde que seja um carvalho robusto (…) O visco é raro e, quando encontrado, é colhido com grande solenidade, sobretudo no sexto dia da Lua (…) Invocando a Lua com uma palavra que significa ‘cura-tudo’, preparam sacrifício e banquete sob a árvore, conduzem dois touros brancos cujos chifres são atados pela primeira vez, e um sacerdote em vestes brancas sobe ao tronco; com uma foice de ouro corta o visco, que cai num manto branco. Por fim matam as vítimas, rogando que o deus torne propício o seu dom. Acreditam que o visco, tomado em bebida, dá fertilidade a fêmeas estéreis e serve de antídoto universal. | ” |

Estudiosos pensam que Plínio baseou-se num texto perdido de Posidónio de Rodes, historiador da Gália no séc. I a.C.

## Influência posterior e historiografia
A arqueóloga Miranda Aldhouse-Green observa que, embora Plínio seja a única fonte explícita do ritual, seus elementos – carvalho, visco, banquete ritual, ciclo lunar e sacrifício de touros – reaparecem noutras evidências da religiosidade celta. O relato popularizou a iconografia do druida: túnica branca, foice dourada e cerimónias na floresta.
Chateaubriand incorporou uma versão dramatizada da cena de Plínio em Les Martyrs, na qual a druida Veleda desempenha um papel.  Nos quadrinhos de Astérix, o druida Getafix, vestido de branco, é frequentemente representado em um carvalho cortando visco com uma foice dourada. O enredo de uma história inteira, Asterix e a Foice de Ouro, gira em torno desse tema.
O ritual é um elemento-chave da trama em Silver on the Tree, o último livro da série The Dark Is Rising, de Susan Cooper .